# Техасская резня бензопилой 3D
«Теха́сская резня́ бензопило́й 3D» (англ. Texas Chainsaw 3D) — американский слэшер в формате 3D режиссёра Джона Льюсенхопа. Это седьмой фильм киносериала «Техасская резня бензопилой» и прямое продолжение оригинального фильма 1974 года.
Мировая премьера состоялась 3 января 2013 года, в России — 7 февраля 2013 года.

## Сюжет
События фильма разворачиваются непосредственно после окончания оригинальной кинокартины. Местный шериф согласился организовать для Джеда Сойера, который и скрывался под Кожаным лицом, честный судебный процесс и предоставить ему адвоката. Однако его намерениям мешает мэр, который ведёт за собой толпу людей, жаждущих линчевать кровавого маньяка. Когда ситуация начинает выходить из-под контроля, а горожане начинают готовить петли для убийцы, кто-то бросает в дом Сойера бутылку с зажигательной смесью. Дом сгорает, а вместе с ним в огне гибнут и все, кто в нём находился, включая самого Джеда и его отца. Однако спустя некоторое время убийства с помощью бензопилы начинаются снова. Первое предположение шерифа — Джед Сойер выжил и решил отомстить. Но он ли это на самом деле? И если нет, то кто?

## В ролях
Список актёров был указан в пресс-релизе, выпущенном студией «Lionsgate» 19 июля 2011 года.
| Актёр               | Роль                                                | Русский дубляж     |
| ------------------- | --------------------------------------------------- | ------------------ |
| Александра Даддарио | Хизер Миллер                                        | Наталья Фищук      |
| Трей Сонгз          | Райан                                               | Прохор Чеховской   |
| Таня Реймонд        | Никки                                               | Вероника Саркисова |
| Керам Малики-Санчес | Кенни                                               | Алексей Костричкин |
| Шон Сайпс           | Дэррил                                              | Михаил Тихонов     |
| Том Бэрри           | Шериф Хупер                                         | Александр Хорлин   |
| Пол Рэй             | Берт Хартман                                        | Константин Карасик |
| Скотт Иствуд        | Карл Хартман                                        | Сергей Смирнов     |
| Билл Моусли         | Драйтон Сойер                                       | н/д                |
| Дэн Игер            | Кожаное лицо                                        | Роль без слов      |
| Ричард Рили         | Фарнсворт                                           | Олег Форостенко    |
| Мэрилин Бёрнс       | Верна Карсон; Салли Хардести (кадры из фильма 1974) | Ольга Зверева      |
| Джон Даган          | Дед Сойер                                           | н/д                |
| Николетт Ноэль      | Синди                                               | н/д                |

Актёр Гуннар Хансен (Кожаное лицо) и режиссёр Тоуб Хупер исполнят роли-камео в фильме.

### Информация о русском дубляже
Фильм дублирован объединением «Мосфильм-Мастер» на производственно-технической базе киноконцерна «Мосфильм» по заказу кинокомпании «Наше Кино» в 2013 году.
- Режиссёр дубляжа — Михаил Тихонов.

## Производство
В январе 2007 года исполнительные продюсеры компании «Platinum Dunes» Брэдли Фуллер и Эндрю Форм, объявили о том, что они не собираются снимать третий фильм.
В октябре 2009 года стало известно, что «Twisted Pictures» и «Lionsgate» предприняли попытки выкупить права на франшизу в качестве производственной компании и дистрибьютора, соответственно. Согласно журналу «Variety» сценаристы Майкл Флеминг и Стивен Саско начали работу над сценарием картины, которую изначально планировалось снимать в 3D-формате. По условиям контракта, держателями которого были Боб Кан и Ким Хэнкель, планировалось снять сразу несколько фильмов.
В мае 2011 года компания «Lionsgate» объявила о своих планах снимать новый фильм франшизы совместно с компанией «Nu Image», а кресло режиссёра займёт Джон Люссенхоп. Карл Маззоконе выступит в качестве продюсера, а съёмки были назначены на июнь 2011. Кроме того, Маззоконе сообщил, что фильм будет прямым продолжением оригинальной картины Тоуба Хупера.
Дебру Салливан и Адама Маркуса наняли написать сценарий; Кирстен Элмс и Люссенхоп работали над его «полировкой».
Съёмки начались в июле 2011 года в Шривпорте, Луизиана.
На стадии пост-продакшена картину пришлось перемонтировать, чтобы получить более мягкий рейтинг, а не «Детям до 17» из-за обилия кровавых сцен. Рабочее название фильма — «Кожаное лицо 3D» (англ. Leatherface 3D).

## Релиз

### Продвижение картины
Для рекламы фильма на постерах были использованы слоганы «Жужжи. Убивай.» (англ. Buzz. Kill.) и «Зло носит множество лиц» (англ. Evil Wears Many Faces).

### Кассовые сборы
В ночь премьеры, картина стала лидером сборов, собрав около 10 200 000 долларов в Северной Америке.
Кроме того, фильм стал лидером выходных, собрав 25 601 740 долларов.
Картина собрала в США 34 341 945 долларов, а к марту 2013 году мировые сборы составили 47 340 586 долларов.

### Критика
Основываясь на 79 обзорах, сайт Rotten Tomatoes присвоил фильму 3,4 балла из 10, с положительной оценкой 19 %. Главная критика посыпалась в адрес авторов из-за их «смелого решения превратить антигероя Кожаное лицо в жертву обстоятельств», что выглядело «ужасно цинично».
Metacritic присвоил фильму 33 балла из 100 основываясь на 13 отзывах.
Эрик Голдман с ресурса IGN написал: «Не считая некоторых сцен, в которых 3D-формат играет на руку создателям, фильм — жалкая попытка следовать духу оригинальной картины».

### Выход на видео
14 мая 2013 года фильм вышел на DVD, Blu-Ray и Blu-Ray 3D. Среди дополнительных материалов — комментарии, альтернативное начало, кино-театральный трейлер и шесть короткометражных фильмов о съёмках.

## Комментарии
1. ↑  Фильм является прямым продолжением к оригинальному фильму, однако, как подметил сценарист Федерико Альварес, не вычёркивает из канона события первых трёх сиквелов[5][6].